# Szász Ferenc (szakíró, 1893–1944)
Szász Ferenc, szövérdi (Kissármás, 1893. február 13. – Kolozsvár, 1944. június 2.) erdélyi magyar mezőgazdasági szakíró, szerkesztő, autodidakta csillagász. Szász István (1865–1934) fia, Szász István (1899–1973) testvére.

## Életútja
Egyetemi tanulmányait a kolozsvári Mezőgazdasági Akadémián végezte; államtudományi doktori címet a szegedi egyetemen szerzett. Az első világháború alatt az orosz fronton harcolt. Miután az 1924-es román földreformmal birtokai egy részét kisajátították, többnyire Kolozsváron élt, itt játszott közéleti szerepet: ügyvezető alelnöke volt az OMP Kolozs megyei tagozatának, gondnoka a kolozsvári Református Egyházközségnek; tagja az EMGE és az EME választmányának, a Transylvania Bank és a Hitelszövetkezetek Szövetsége igazgatótanácsának.
1928-tól 1944-ig rendszeres munkatársa volt a Magyar Népnek, szerkesztője a mezőgazdasági rovatnak, 1938–44 között felelős szerkesztő, majd ügyvezető igazgató. Ez idő alatt a lap fokozottabban szólította meg a falusi lakosságot és népszerűsítette az EMGE munkáját is. Kedvtelésének engedve, csillagászati kérdésekkel is foglalkozott, e tárgykörben ismeretterjesztő cikkei is jelentek meg, többek között a Keleti Újságban (Különös csillagok. 1929. február 13.; Küzdelem a tengerrel. 1929. július 14.; Új ostrom készül a csillagos ég titkai ellen. 1934. augusztus 18.). Cikkeket közölt ezenkívül a Magyar Újságban is.
1932–34 között társszerkesztőként jegyzi az Erdélyi Közgazdaság c. lapot, 1934–37 között társszerkesztőként, 1937–40 között főszerkesztőként a Mezőgazdasági Szemlét (amelynek 1938-tól laptulajdonosa is). 1941–44 között, alispánként, főszerkesztője Kolozs Vármegye Hivatalos Lapjának.

## Munkái
- Mindennapi kenyerünk (Kolozsvár, 1927; újrakiadása uo. 1938. A Magyar Nép Könyvtára);
- Tanácsadó gyümölcstermelők számára (Kolozsvár, 1929. Magyar Nép Könyvtára);
- A kisgazda gyarapodása baromfitenyésztéssel (uo. 1930. Minerva Népkönyvtár);
- Csillagszigetek a világegyetemben (Klny. az EME X. vándorgyűlésének emlékkönyvéből, uo. 1932);
- Őserők (regény, uo. 1936);
- Napfoltok és az időjárás (klny. az EME XV. vándorgyűlésének emlékkönyvéből, uo. 1939).